# O Bože, kakoj mužčina!
O Bože, kakoj mužčina! (in russo О Боже, какой мужчина!?) è un singolo della cantante russa Natali, pubblicato il 5 novembre 2012 come primo estratto dal nono album in studio Šacherezada.
È stato riconosciuto con un premio alla gala musicale di Muz-TV.

## Video musicale
Il video musicale, diretto da Marija Skobeleva, è stato reso disponibile il 6 febbraio 2013 attraverso il canale YouTube della cantante.

## Tracce
Testi e musiche di Natal'ja Anatol'evna Rudina e Roza Ramilevna Zimens.
1. O Bože, kakoj mužčina! – 3:26

## Formazione
- Natali – voce, produzione
- Roza Zimens – produzione

## Classifiche

### Classifiche settimanali
| Classifica (2013-25) | Posizione massima |
| -------------------- | ----------------- |
| Kazakistan           | 100               |
| Moldavia             | 136               |
| Russia               | 18                |
| Ucraina              | 5                 |

### Classifiche di fine anno
| Classifica (2013) | Posizione |
| ----------------- | --------- |
| Russia            | 50        |
| Ucraina           | 14        |
| Classifica (2014) | Posizione |
| Russia            | 86        |

### Classifiche di fine decennio
| Classifica (2010-19) | Posizione |
| -------------------- | --------- |
| Russia               | 107       |
| Ucraina              | 182       |